# Nérac
Nérac is een gemeente in het Franse departement Lot-et-Garonne (regio Nouvelle-Aquitaine). De gemeente telde 6.937 inwoners op 1 januari 2022. De plaats is de onderprefectuur van het arrondissement Nérac.

## Geografie
De oppervlakte van Nérac bedroeg op 1 januari 2022 62,68 vierkante kilometer; de bevolkingsdichtheid was toen 110,7 inwoners per km². Nérac is gesitueerd in het zuidwesten van het departement Lot-et-Garonne tussen de Gers, het bos van de Landes en de Garonne. Nérac wordt doorsneden door de rivier de Baïse.
De onderstaande kaart toont de ligging van Nérac met de belangrijkste infrastructuur en aangrenzende gemeenten.

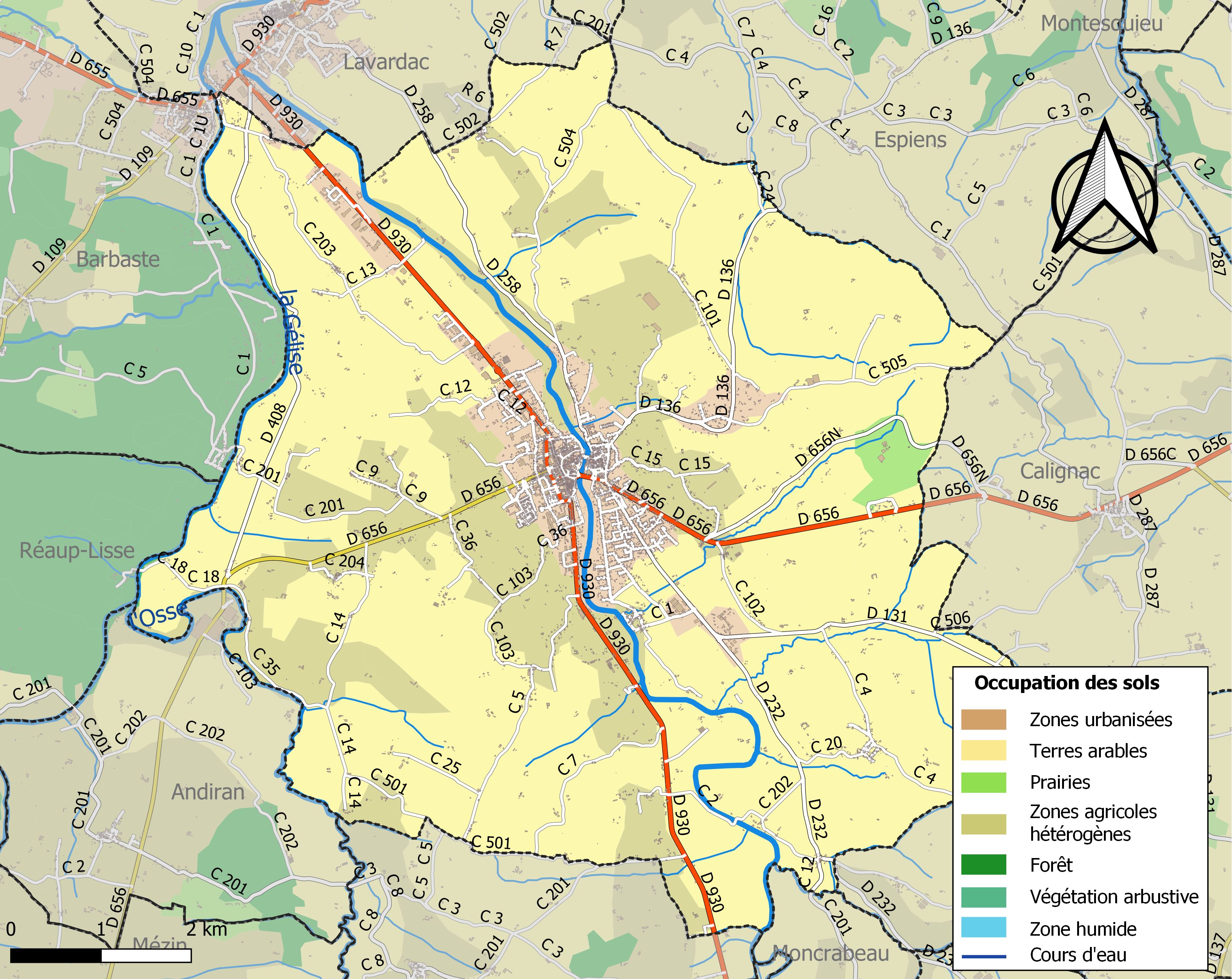

## Geschiedenis

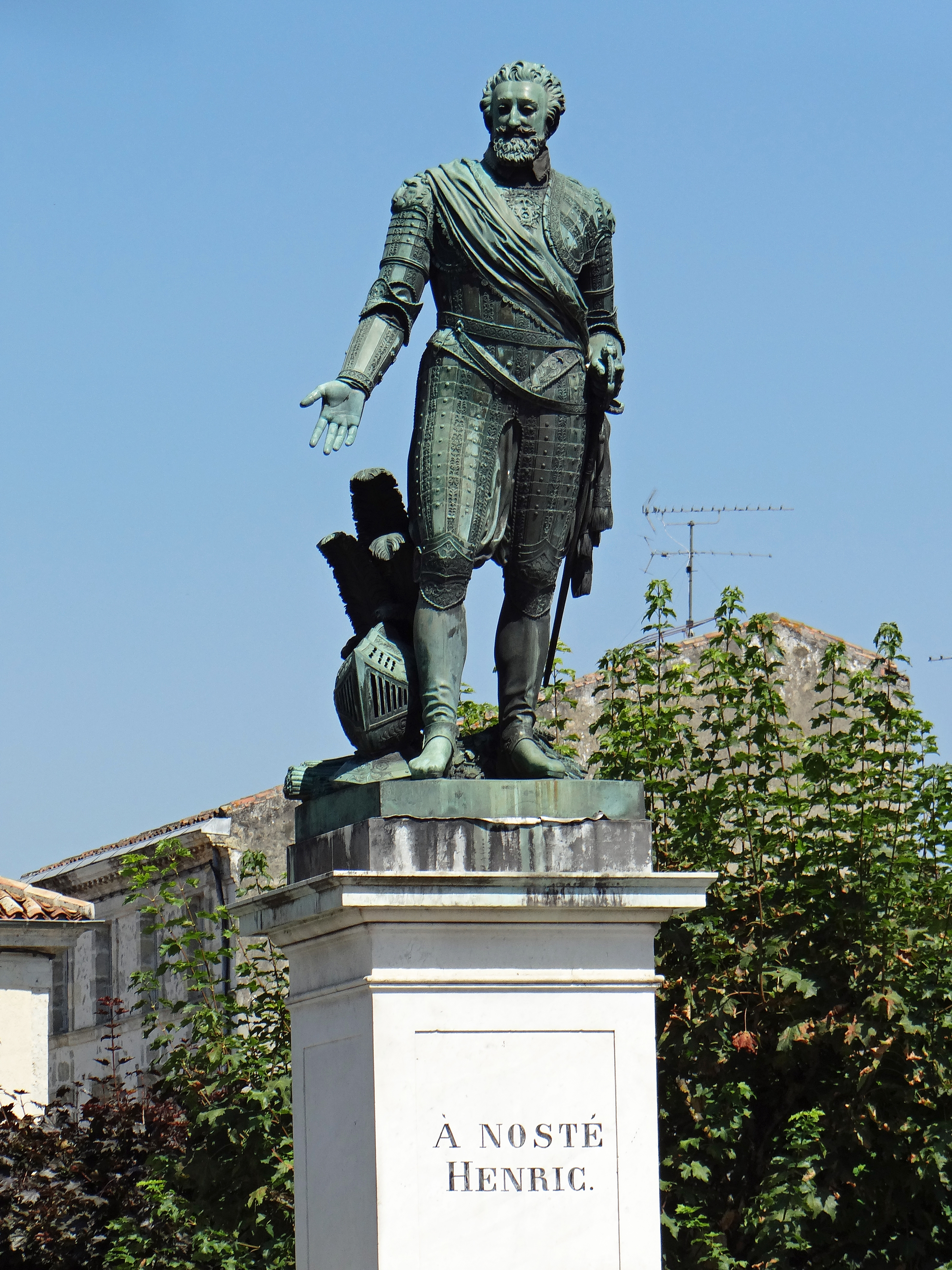
Standbeeld van koning Hendrik IV van Frankrijk

In 1088 schonk Arsieu van Olbion de plaats aan de benedictijnenabdij van Condom. Nérac werd een versterkte plaats rond een markt en er kwam ook een benedictijner priorij.
De bloei van Nérac is nauw verbonden met de familie d’Albret die via huwelijken tot het koningschap van Frankrijk kwam. In de 12e eeuw kwam de familie van Labrit in de Landes naar Nérac. Zij werden door de heer van Nérac gelast met de bescherming van de stad. In de loop van de 13e eeuw verkregen ze een deel van de heerlijke rechten over Nérac en vanaf 1306 mochten ze zich heer van Nérac noemen. In de loop van de 14e en 15e eeuw kreeg de stad een tweede stadsmuur en ze werd een van de meest prestigieuze residenties van Aquitanië.
In 1560 bekeerde Johanna van Albret zich tot het protestantisme en maakte de omgeving van Nérac tot een belangrijk protestants bolwerk. Haar zoon Hendrik III van Navarra-Bourbon-Albret keerde terug naar Nérac in 1576 waar hij met Catherina de' Medici tussen 1578 en 1579 besprekingen voerde met als resultaat het edict van Nérac. Zijn terugkeer luidde de hoogdagen van de stad in waarbij aan het hof de belangrijkste schrijvers, diplomaten en kunstenaars van die tijd kwamen. Het kasteel van Nérac werd uitgebouwd en er vestigden zich belangrijke rechtbanken en administratieve instellingen in de stad.
In 1589 werd Hendrik III van Navarra-Bourbon-Albret koning van Frankrijk onder de naam van Hendrik IV nadat Hendrik III stierf zonder nakomelingen. Als koning verplaatste hij zijn hof van Nérac naar Parijs.
In 1621 ondernam koning Lodewijk XIII een veldtocht om de opstandige protestantse steden in het zuidwesten van Frankrijk te bedwingen. Nérac werd ingenomen door Hendrik van Mayenne waarna de fortificaties werden afgebroken. Nérac verloor zijn belang als administratief centrum ten koste van Pau en Bordeaux. Economische groei kwam in de 18e eeuw door de handel in bloem naar Saint-Domingue en door de ontwikkeling van industrie.
In 1832 werden opgravingen gedaan in 'la Garenne' (het oude park van het kasteel) onder supervisie van de beeldhouwer Maximilien Théodore Chrétin. Tijdens de opgravingen vond men een marmeren bas-reliëf in een Gallo-Romeinse villa. Aan de hand van de afbeelding en tekst verklaarde Chrétin met steun van Alexandre du Mège dat Nerac vroeger een keizerlijke stad was onder het bewind van Tetricus I. In 1835 moesten zij toegeven dat het ging om een vervalsing en dit veroorzaakte een groot schandaal in de archeologische wereld en bij het publiek.
In de 19e eeuw werd het spoorwegstation geopend en kwamen er metaalindustrie, brouwerijen, schoenfabrieken en voedingsindustrie.

## Plaatsen en monumenten

#### Château de Nérac
Alleen de noordelijke vleugel van het kasteel in renaissancestijl opgericht door Johanna van Albret, bestaat nog. De andere vleugels zijn gedeeltelijk verwoest in 1621 en de rest tijdens de Franse Revolutie. Er is nu een museum gevestigd met een collectie archeologische vondsten uit het land van d'Albret en met informatie over het hofleven in de bloeiperiode van Nérac.

#### Église Saint-Nicolas
Kerk in neoclassicisme-stijl gebouwd in het midden van de 19e eeuw. Ze bevat enkele goede glasramen met voorstellingen van het Oude en Nieuwe Testament.

#### Vieux Pont
Brug gebouwd over de Baïse in de 16e eeuw. De Vieux Pont ('oude brug') bestaat uit 3 spitse bogen.

### Afbeeldingen

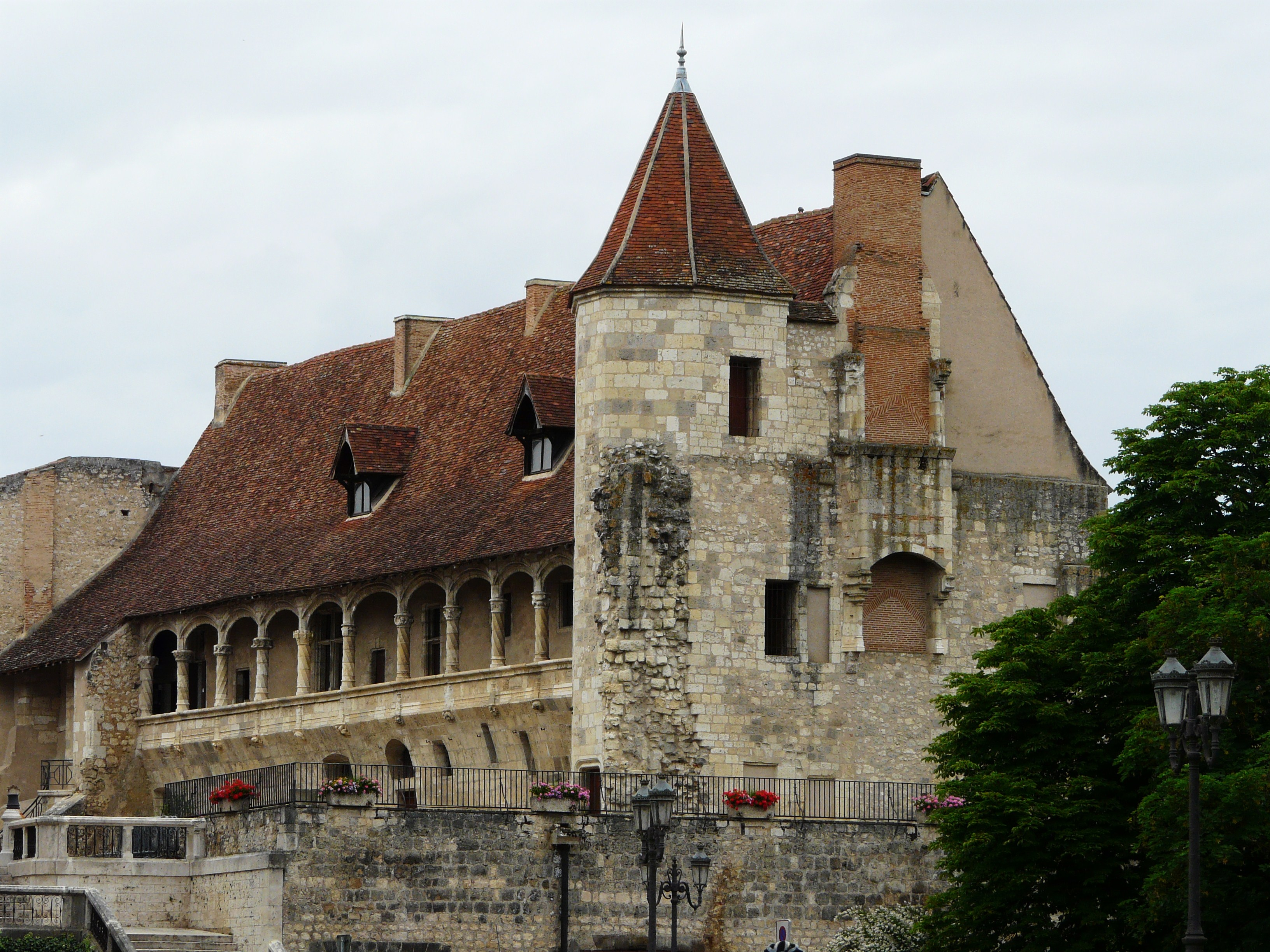
Château de Nérac
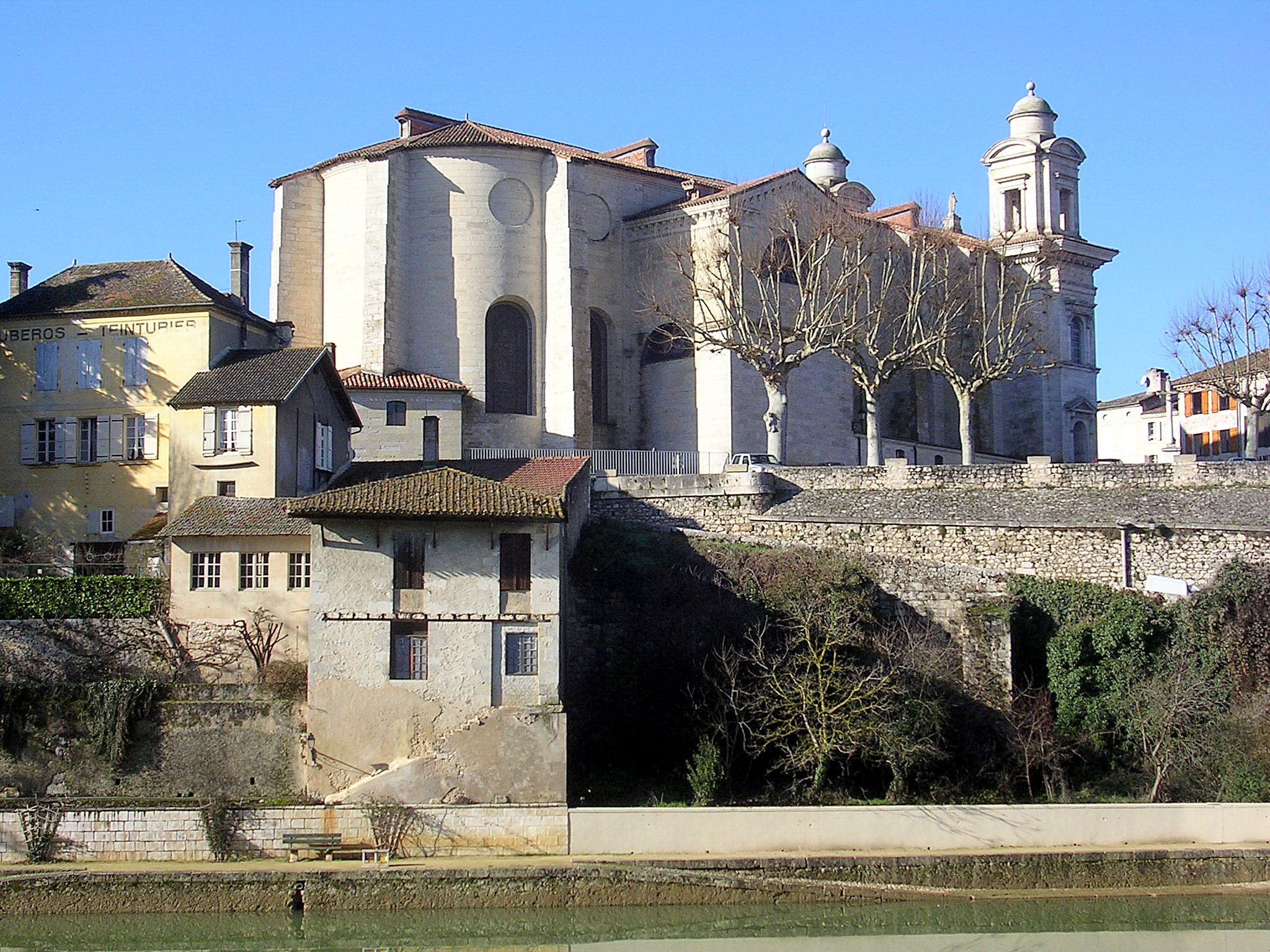
Église Saint-Nicolas
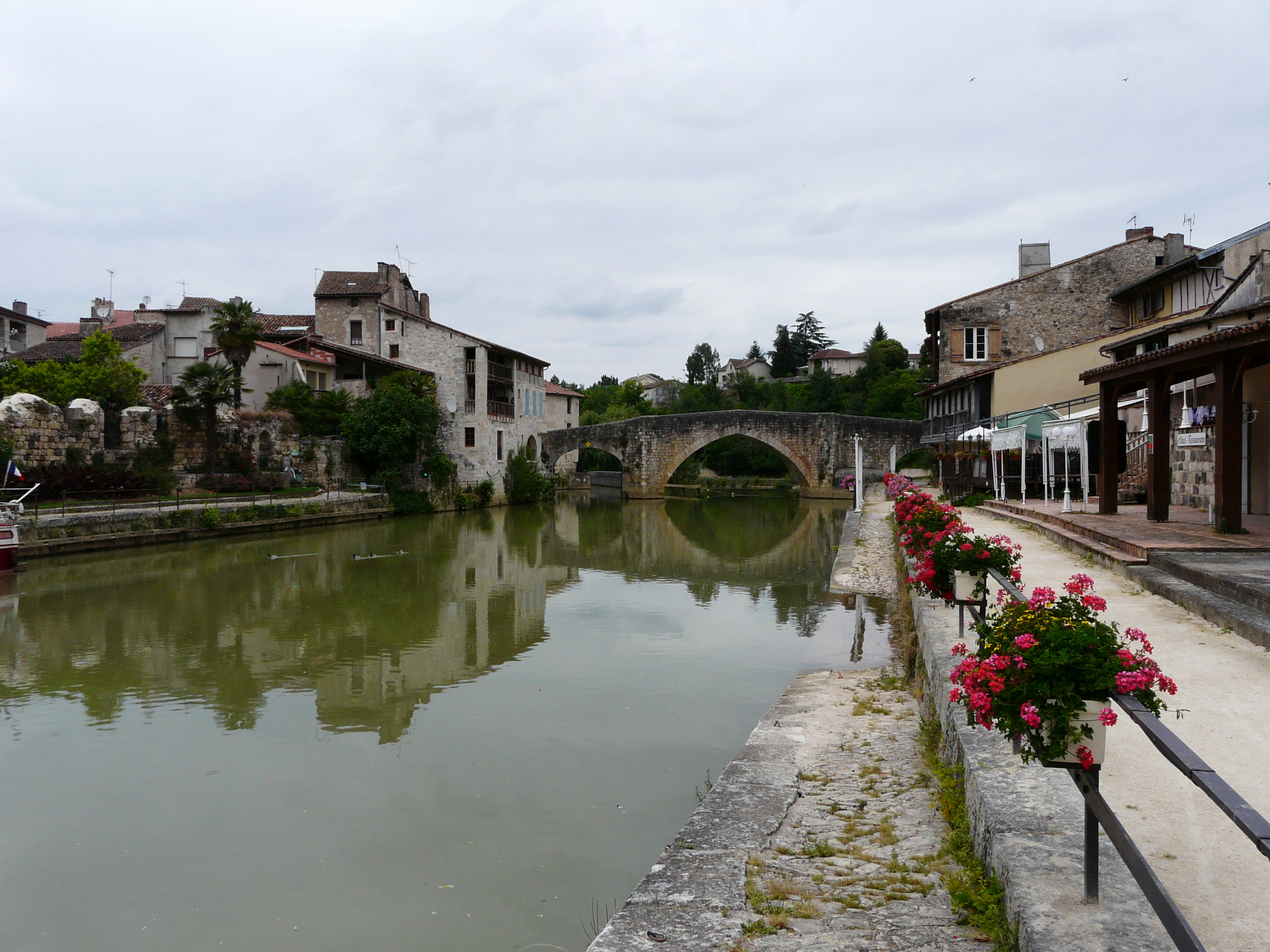
Vieux Pont over de Baïse
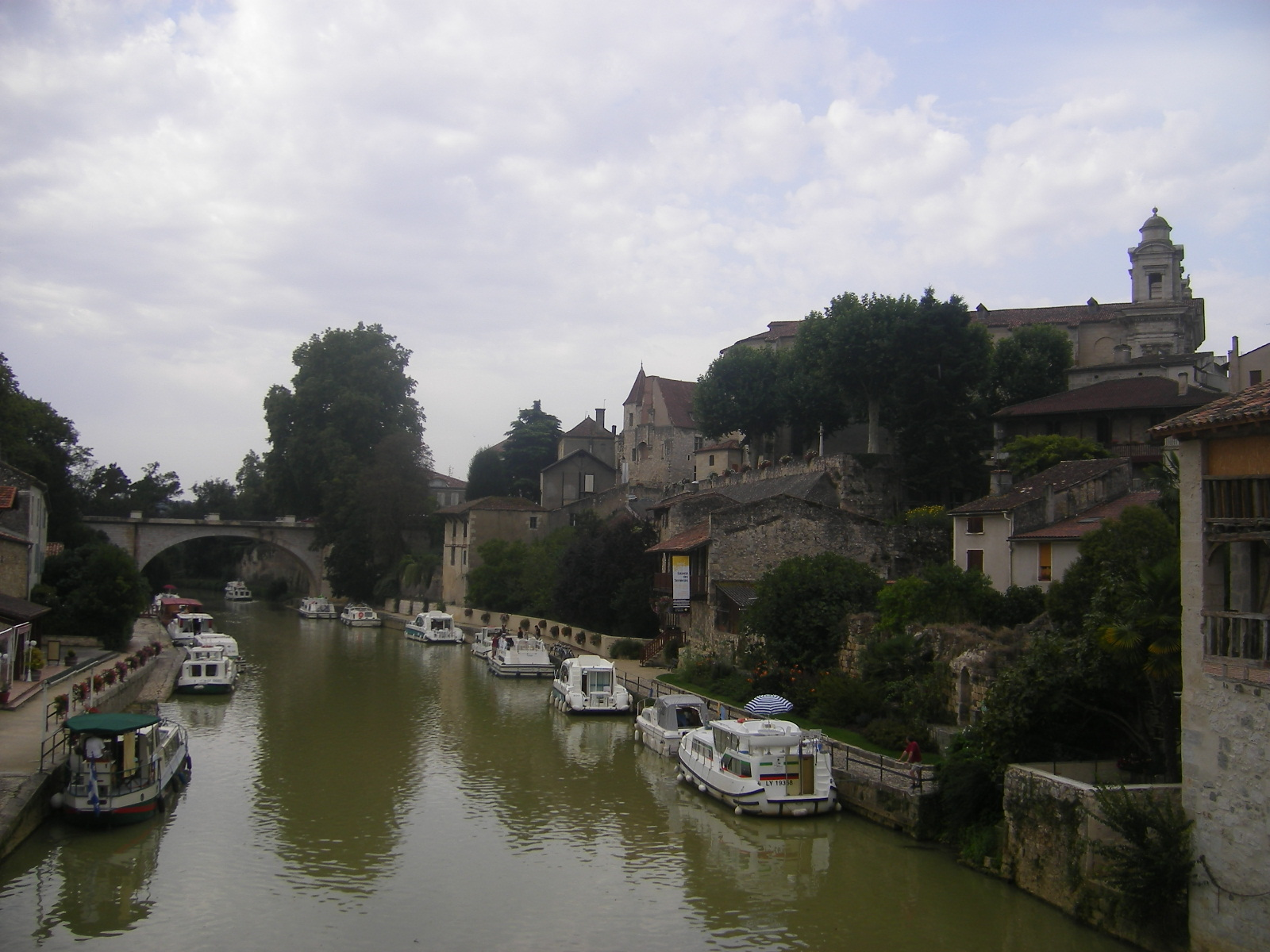
Gezicht op Nérac

## Demografie
Onderstaande figuur toont het verloop van het inwonertal (bron: INSEE-tellingen).

## Geboren in Nérac
- Jacques de Romas (1713-1776), arts en uitvinder
- Victor Griffuelhes (1874-1922), vakbondsleider
- François Darlan (1881-1942), admiraal, politicus en collaborateur van Vichy-Frankrijk
- René Léon Bourret (1884-1957), geoloog en zoöloog
- Michel Polnareff (1944), zanger
- Annie Grégorio (1957), actrice